# Веп
Веп (мађ. Vép) град је у западној Мађарској. Веп је град у оквиру жупаније Ваш.

## Географија

### Локација
Налази се 8 км источно од Сомбатхеља, у централном делу равнице Ђенђеш, на ушћу потока Козар и Борзо.

## Порекло имена
Име насеља потиче од старог мађарског личног имена Вепер, које даље потиче од словенске именице вепар (= дивља свиња).

## Историја
Село је било насељено већ у старијем гвозденом добу, о чему сведоче керамички налази и масовне гробнице пронађене у његовим границама. У римско доба, Веп је био предграђе античке Саварије, које је лежало западно од данашњег Ференц-мајора. Овуда је пролазио римски пут који је од Саварије водио до данашњег Шарвара. Касније, на месту римског насеља у 7 и 8 веку, могло је бити словенско село, на шта се односи и назив насеља.
Данашње насеље се први пут помиње као Вепи, 1186. године, када је Краљ Бела III направио списак својих дворјана. Године 1217. био је то краљевски посед у коме су живели дворјани и људи из каптола Вашвар. По предању, Веп је у то време већ био пијачни центар. Године 1240. Краљ Бела IV је сертификатом осигурао привилегије дворјана који су овде живели. Године 1280. Краљ Ласло IV је дао насеље заједно са суседним селом Селешом. Године 1386. краљ Жигмонд је поклонио Вепа породици Елдербах из Моњорокерека.
Између 1845. и 1847. године, дворац је доживео још једну трансформацију у ренесансном стилу, након чега је створена величанствена дворска кућа са огромним парком са кућом палми и рибњацима. Године 1865. Шандор Ердеди III је основао бесплатну школу за слуге. Током два светска рата у дворцу је била постављена војна болница. Насеље је 1924. године изгубило карактер трговишта. Године 1945. имање Ердедија је подељено међу мештанима села, који су у потпуности опљачкали велелепну зграду, однели драгоцености и посекли многа вредна стабла у парку. Тек 1960. године преостали део шуме проглашен је заштићеним.
Године 1962. Пољопривредно механичка стручна школа премештена је из Папе у Веп, која је била смештена у замку. Објекат је затим преуређен у складу са новом наменом, при чему су срушене четвртасте куле, бастиони са лучним отворима, дозидани су нови прозори и нове куле шлемове.
Статус града је добио 01.07.2009. године.

## Становништво
Током пописа 2011. године, 89,6% становника се изјаснило као Мађари, 1,6% као Немци, 4,4% као Роми и 0,7% као Румуни (10,3% се није изјаснило, због двојног идентитета, укупан број већи може бити на 100 %). 
Верска дистрибуција је била следећа: римокатолици 72%, реформисани 1,8%, лутерани 1,4%, гркокатолици 0,2%, без вероисповести 4% (20,1% се није изјаснило).